# SN 2005dr
SN 2005dr – supernowa typu IIn odkryta 29 sierpnia 2005 roku w galaktyce UGC 3229. W momencie odkrycia miała maksymalną jasność 18,50m.